# El compromís
 El compromís (títol original en anglès: The Arrangement) és una pel·lícula estatunidenca de Elia Kazan estrenada el 1969 i doblada al català

## Argument
Eddie Arness té tot per ser feliç, una vil·la de gran nivell, l'èxit professional, una esposa irreprotxable... Un dia tanmateix tot peta quan, sota l'efecte d'un xoc provocat per un accident de cotxe, Eddie rebutja el present i retroba el passat, a través d'una jove amb la qual troba fulgurants pressions.
La pregunta és clara: l'èxit material, l'esposa sacrificada, l'estructura familiar, els amics i els falsos amics... la vida es redueix a això ? no hi ha una "segona oportunitat" ? El tema d'aquesta pel·lícula és la investigació del sentit de la vida i accessòriament la incomunicabilitat amb els seus parents que no desitgen o no volen comprendre el seu desig "de ser". Només Gwen (Faye Dunaway) sembla tenir la capacitat de desxifrar-lo.

## Repartiment
- Kirk Douglas: Eddie Arness
- Faye Dunaway: Gwen
- Deborah Kerr: Florence
- Richard Boone: El pare d'Eddie Arness
- Ann Doran: La infermera Costello